# Камшилов, Михаил Михайлович
Михаил Михайлович Камшилов (4 октября 1910, Самара — 19 января 1979) — советский биолог, генетик-эволюционист и гидробиолог. Доктор биологических наук, профессор.
Заведующий Лабораторией биологии низших организмов Института биологии внутренних вод АН СССР.

## Биография
|  |
|  |

Родился 4 октября 1910 года в городе Самара (в советский период — город Куйбышев) в семье преподавателя реального училища. В семье было трое детей: Михаил, Вероника и Злата.
С детских лет проявил большой интерес к биологии. В его доме всегда было много животных, за которыми Михаил трепетно ухаживал. Родная сестра часто вспоминала, как он выводил ужа на прогулку на поводке. Будучи ещё школьником младших классов, он написал сочинение о жизни паука серебрянки, основанное на собственных наблюдениях.
В 1927 году поступил на биологическое отделение Московского университета, которое окончил в 1931 году по специальности «генетика животных». С этого же года начал работать в Биологическом институте им. К. А. Тимирязева, который в 1934 году был реорганизован в Институт эволюционной морфологии. В этом институте М. М. Камшилов прошёл путь от лаборанта до заведующего созданной им лаборатории феногенеза. В 1935 году М. М. Камшилову присуждают (по совокупности работ) степень кандидата биологических наук.
В начале войны немецкое командование направило специальную группу десанта для захвата лаборатории Камшилова. Михал Михайлович оказался в плену. Совершил две попытки побега. После освобождения из плена длительное время провел в фильтрационных лагерях.
В 1946 году защитил докторскую диссертацию. В этот период М. М. Камшилов был особенно тесно связан общими научными интересами с И. И. Шмальгаузеном (1884—1963). После разгрома генетики на сессии ВАСХНИЛ 1948 года оказался на Баренцевом море, стал сотрудником (позднее руководителем) Мурманского морского биологического института в Дальних Зеленцах. В начале 1960-х годов вернулся в Подмосковье, занимался теоретическими вопросами биологии и экологии.
Умер в стационаре в результате передозировки сульфадиметоксина.

## Общественная деятельность
М. М. Камшилова, как крупного специалиста в вопросах биосферы и охраны природы, постоянно привлекали к работе многих комиссий и Научных советов, например:
- Комиссии АН СССР по разработке проблемы охраны природных вод,
- Научного совета АН СССР «Комплексное использование и охрана природных ресурсов»,
- Межведомственного научно-технического совета по комплексным проблемам охраны окружающей природной среды и рациональному использованию природных ресурсов и ряда других.

Он также принимал самое активное участие в составлении многих документов, регулирующих вопросы охраны природы в нашей стране.
Активно вел борьбу за чистоту озера Байкал.

## Интерес к философии
Ещё одной яркой чертой научного облика М. М. Камшилова был его постоянный интерес к философии. Свои эволюционные взгляды он сочетал с общими философскими вопросами, был активным участником семинаров «За круглым столом», организуемых журналом «Вопросы философии» и других философских объединений.

## Сочинения
- Камшилов М. М., Зеликман Э. А., Роухияйнен М. И. Планктон прибрежья Мурмана // Закономерности скоплений и миграций промысловых рыб в прибрежной зоне Мурмана. — М.-Л.: Изд-во АН СССР, 1958. — Т. 8. Вып. 2. — С. 317—326.
- Камшилов М. М. Значение взаимных отношений между организмами в эволюции / Отв. ред. Б. П. Токин. — М.-Л.: Изд-во АН СССР, 1961. — 136 с. (обл.)[4]
- Камшилов М. М. Организованность и эволюция // Журнал общей биологии. 1970, № 2
- Камшилов М. М. Принципы организации живой природы // Природа, 1969, № 2.
- Камшилов М. М. Человек и живая природа // Природа, 1969. № 3.
- Камшилов М. М. Биотический круговорот. — М.: Наука, 1970. — 160 с. (обл.)
- Камшилов М. М. Ноогенез // Журнал общей биологии. 1970, 31, № 1.
- Камшилов М. М. Эволюция биосферы. — (1-е изд.). — М.: Наука, 1974. — 256 с. — (Настоящее и будущее Земли и человечества). — 17 000 экз.
- Камшилов М. М. «Ноогенез» — эволюция, управляемая человеком. — М.: Знание, 1977.
- Камшилов М. М. Эволюция биосферы / Отв. ред. К. М. Рыжиков. — 2-е изд., доп. — М.: Наука, 1979. — 256 с. — (Человек и окружающая среда). — 33 500 экз.